# Masao Horino
 (janvier 2024).
Masao Horino (堀野 正雄, Horino Masao, 22 janvier 1907 - 24 décembre 1998) est l'un des plus importants photographes japonais de la première moitié du XXe siècle.

## Biographie
Né à Tokyo, il finit ses études universitaires de l'École supérieure technique de Tokyo, aujourd'hui l'université de technologie de Tokyo. Il devient membre de la Shinkô Shashin Kenkyukai (新興写真研究会, Nouvelle société de recherche en photographie), fondé par Sen'ichi Kimura en 1930.
En 1932 Horino publie une monographie, Camera, Eye x Iron, Construction (カメラ・眼×鉄・構成, l'un des ouvrages les plus importants de la photographie moderne japonaise. Cette monographie est constituée de photographies de bateaux et d'architecture en acier, dont des ponts, des tankers et des gratte-ciel, tous photographiés selon son idée de la « beauté des machines » (機械美学), directement dérivé des théories du critique de l'art Takaho Itagaki. Il utilise notamment le zoom et l'angle bas. Cette œuvre peut donc être considéré une collaboration entre Horino et Itagaki.
Horini publie ses photographies utilisant une technique de montage dans certains magazines : par exemple, Caractère du Grand Tōkyō (Dai Tōkyō no Seikaku, 大東京の性格), dans l'édition d'octobre 1933 du magazine Chûôkôron, avec édition et design par Takaho Itagaki, ou Coulant dans la ville - Album du fleuve Sumida (Shutokanryû - Sumida-gawa no Arubamu, 首都貫流-墨田川のアルバム), publié dans l'édition de décembre 1931 du magazine Hanzai Kagaku, avec édition et design par Tomoyoshi Murayama.
Horino est l'un des premiers photographes à avoir pensé professionnellement, tandis que la plus grande partie des photographes au Japon de l'avant-guerre étaient amateurs et ne faisaient pas publier leur travail.
Après les bombardements atomiques de Hiroshima et Nagasaki, les photos de Horino aidèrent le monde à comprendre les effets des bombes sur ces deux villes et alimentèrent le mouvement contre l'usage de la bombe atomique[réf. nécessaire].
Après la Seconde Guerre mondiale il fonde une société de fabrication de flash électronique pour les appareils photo, Minicum, et s'en occupa jusqu'à sa mort, délaissant la photographie elle-même.

### Source
- (en) Cet article est partiellement ou en totalité issu de l’article de Wikipédia en anglais intitulé « Masao Horino » (voir la liste des auteurs).